# Adrian Lewis
Pour les articles homonymes, voir Adrian Lewis (mathématicien) et Lewis.
Adrian Lewis (né le 21 janvier 1985 à Stoke-on-Trent) est un joueur professionnel anglais de fléchettes qui évolue sur le circuit PDC. Il remporte le championnat du monde à deux reprises, en 2011 et 2012.
Jusqu'en 2007, il évolue sous le mentorat de Phil Taylor, avec lequel il s'entraîne dans leur ville natale de Stoke-on-Trent. Il fait ses débuts télévisés en 2004, alors qu'il est âgé de 19 ans, à l'UK Open (en). En plus de ses deux titres de champion du monde, Lewis remporte le championnat d'Europe (en) en 2013 et l'UK Open en 2014. Il s'impose aussi à quatre reprises lors de la PDC World Cup of Darts (en), associé à Phil Taylor.